# Symphysanodon berryi
Symphysanodon berryi is een straalvinnige vissensoort uit de familie van symphysanodonten (Symphysanodontidae). De wetenschappelijke naam van de soort werd voor het eerst geldig gepubliceerd in 1970 door Anderson.